# Gansu
Gansu (simplificeret kinesisk: 甘肃, traditionel kinesisk: 甘肅, Hanyu Pinyin: Gānsù, Wade-Giles: Kan-su, Kansu eller Kan-suh) er en provins i Folkerepublikken Kina. Den ligger mellem Qinghai, Indre Mongoliet og Huangtu-plateauet og grænser op til Mongoliet i nord. Huang He-floden løber gennem den sydlige del af provinsen. Gansu har en befolkning på omkring 26 millioner (2004) og har en stor koncentration af huikinesere. Hovedstaden i provinsen er Lanzhou, der ligger i den sydøstlige del af Gansu. Provinsen har store mineralforekomster, og mange planter som bruges indenfor kinesisk medicin vokser i området.

## Administrative enheder i Gansu
Gansu er inddelt i tolv bypræfekturer og to autonome præfekturer (tallene i parrentes svarer til kortet:
- Bypræfekturet Lanzhou (7) (兰州市);
- Bypræfekturet Jinchang (4) (金昌市);
- Bypræfekturet Baiyin (6) (白银市);
- Bypræfekturet Tianshui (12) (天水市);
- Bypræfekturet Jiayuguan (2) (嘉峪关市);
- Bypræfekturet Wuwei (5) (武威市);
- Bypræfekturet Zhangye (3) (张掖市);
- Bypræfekturet Pingliang (13) (平凉市);
- Bypræfekturet Jiuquan (1) (酒泉市);
- Bypræfekturet Qingyang (14) (庆阳市);
- Bypræfekturet Dingxi (10) (定西市);
- Bypræfekturet Longnan (11) (陇南市);
- Det autonome præfektur Linxia Hui for huikinesere (8) (临夏回族自治州);
- Det autonome præfektur Gannan for tibetanere (9) (甘南藏族自治州).

## Myndigheder
Den regionale leder i Kinas kommunistiske parti er Lin Duo. Guvernør er Ren Zhenhe, pr. 2021.
- Wikimedia Commons har flere filer relateret til Gansu

38°N 102°Ø / 38°N 102°Ø